# 辛冉
辛 冉（しん ぜん、? - 305年）は、中国西晋時代の将軍。『晋書』では羊冉とも記載される。隴西郡の出身。

## 生涯
貪欲･乱暴な性格であったという。西晋に仕えて揚烈将軍に任じられ、長安を統治する趙王司馬倫の側近となった。
元康6年（296年）、司馬倫は関中を混乱させて氐・羌の反乱を招いてしまい、その任を梁王司馬肜に交代させられた。雍州刺史解系と御史中丞解結は中書監張華へ、司馬倫の側近孫秀を処断して関中を落ち着かせるべきであると進言すると、張華はこれに同意して司馬肜にその旨を伝え、司馬肜もこれに許諾した。辛冉は孫秀の友人であったので、司馬肜に「氐・羌は勝手に反したまでであり、これは孫秀の罪ではありません」と許しを請うと、司馬肜はこれを容れたので孫秀は死罪を免れた。
永康元年（300年）11月、益州刺史趙廞が益州で乱を起こすも、乱は失敗して趙廞は殺された。永康2年（301年）1月、羅尚は後任の益州刺史となり蜀へ赴任すると、辛冉は広漢郡太守に任じられ、羅尚に随行した。当時、益州には略陽・天水を初め6郡の民が避難してきており、趙廞を討ったのは流民の首領である李特であった。李特は羅尚の到来を聞くと、弟の李驤を派遣して彼を出迎えさせ、珍品宝物を貢いだ。羅尚は大いに喜んで李驤を騎督に任じた。また、李特は弟の李流と共に牛肉や酒を携えて綿竹に出向き、羅尚を慰労した。辛冉は牙門将王敦と共に羅尚へ「李特らは流民であり、盗賊を業としておりました。急ぎ除かなくてはなりません。何か理由を見つけて処刑するべきです」と説いたが、羅尚はこの進言を容れなかった。辛冉は李特と古くからの知り合いであり、李特へ「旧知の仲がこうして会うのは、吉ではない。まさしく凶である」と言い放った為、李特は大いに恐れ警戒するようになった。
同年3月、羅尚は成都へ入城した。朝廷は益州政府に命じ、六郡の流民で李特と共に趙廞討伐に当たった者を列挙させ、封賞を加えようとすると、辛冉はこれを不満に思った。また、辛冉は司馬倫の取り巻きとして出世した事により、誇るべき能力や経験が無かったので、趙廞を滅ぼした功績を自らのものとしようと考え、流民達の活躍を上言しなかった。その為、流民達は皆これを怨んだ。
辛冉は流民の首領を殺してその資財を奪おうと目論み、李苾と共に羅尚へ「流民共は趙廞の乱に乗じて略奪を行いました。関所を設けてこれを取り返すべきです」と進言した。羅尚はこれを受け、梓潼郡太守張演に手紙を送り、秦州や雍州に帰る途中の要所に関所を設けて流民の財産を調べさせた。
羅尚は従事を派遣して流民達へ7月までに故郷へ帰るように勧告すると、李特は配下の閻式を派遣し、秋まで退去の期限を延長してもらうよう固く要請した。しかし、辛冉は李苾と共に反対した。別駕杜弢もまた流民の帰郷を一年待つよう進言したが、羅尚は辛冉らの意見に賛同した。
同年（永寧元年）9月、李特は綿竹に大きな陣営を築き、行き場のなくなっていた流民の保護に当たった。そして、辛冉へこの事について寛大な措置を請うた。だが、辛冉はこれに激怒し、人を派遣して街道に立札を掛け、李特兄弟の首に重い懸賞金をかけた。これにより、流民達はますます李特の下に集まり、1月もしないうちにその数は2万を超えた。辛冉もまた、要所に囲いを設けて流民を捕らえる準備を始めるようになった。
この時、羅尚は流民達へ寛大な処遇をするよう考えるようになっており、李特へ流民たちを安心させるよう告げたが、辛冉らが強兵を独占して羅尚を軽んじていたので、李特は警戒を解かなかった。
10月、李特は陣営を二つ築き、李特自身は北営に、李流を東営に留まらせた。辛冉は遂に痺れを切らし、李苾と謀議して「羅侯（羅尚）は貪欲で決断力がない。今のままでは、ただ流民どもに姦計を成す時間を与えているだけだ。李特兄弟は武勇に優れており、我らは奴等の捕虜となるやもしれぬ。今すぐ策を実行に移すべきであり、羅尚は相談するに値しない」と話し合った。そして、広漢都尉曽元・牙門張顕・劉並らに密かに歩兵・騎兵3万を与え、李特の陣営を奇襲させた。羅尚はこれを聞くと、止むを得ず督護田佐を派遣し、曽元らを援護させた。李特はこれを予期しており、曽元等が流民の陣営に迫っても、李特は悠然として動かず、敵軍の半数が陣に侵入したところで伏兵に襲撃を命じた。これにより大半の兵を討ち果たし、田佐・曽元・張顕を戦死させた。そして彼らの首を羅尚・辛冉の下へ届った。羅尚は諸将へ「奴らはいずれ去るはずだったのだ。だが、広漢（太守の辛冉）の奴が独断で動き、敵の気勢を高めてしまった。こうなってしまった今、どうやって収拾をつけるというのだ！」と嘆いた。
ここにおいて、六郡の流民達は李特を首領に推して決起した。李特は驃騎将軍李輔・驍騎将軍李驤を広漢攻撃の為に派遣し、辛冉の軍勢を幾度も破ると、遂に広漢を包囲した。羅尚は李苾と費遠を派遣して辛冉を救援させたが、彼らは李特を恐れて進軍しなかった。辛冉は連敗を続けると、策も無く気力も尽き果てたので逃走を決意し、遂に全ての罪を綿竹県令岐苞に擦り付けて斬り殺すと、徳陽へ逃走した。
その後、辛冉は荊州刺史劉弘の下へ身を寄せ、その客分となった。
永興2年（305年）、辛冉は劉弘に江漢の地で自立するよう勧めたが、劉弘は激怒して辛冉を斬り捨てた。